# Irak
Irak, uradno Republika Irak je država v zahodni Aziji in v geopolitični regiji, znani kot Bližnji vzhod. Z več kot 46 milijoni prebivalcev je 31. najbolj naseljena država. Je zvezna parlamentarna republika, ki jo sestavlja 19 guvernatov. Irak na severu meji na Turčijo, na vzhodu na Iran, na jugovzhodu na Perzijski zaliv in Kuvajt, na jugu na Saudovo Arabijo, na jugozahodu na Jordanijo in na zahodu na Sirijo. Glavno in največje mesto je Bagdad. Iračani so raznoliki; večinoma Arabci, pa tudi Kurdi, Turkmeni, Asirci, Armenci, Jazidi, Mandejci, Perzijci in Šabaki s podobno raznoliko geografijo in živalstvom. Večina Iračanov je muslimanov – manjšinske vere vključujejo krščanstvo, jezidizem, mandeizem, jarsanizem in zoroastrstvo. Uradna jezika Iraka sta arabščina in kurdščina; drugi, priznani tudi v določenih regijah, so turščina, suretščina in armenščina.
Že v 6. tisočletju pr. n. št. so rodovitne aluvialne ravnice med iraškima rekama Tigris in Evfrat, imenovane Mezopotamija, povzročile nekatera najzgodnejša mesta, civilizacije in imperije na svetu v Sumeriji, Akadskem kraljestvu in Asiriji. Mezopotamija je bila »zibelka civilizacije«, ki je videla izume pisave, matematike, merjenja časa, koledarja, astrologije in zakonika. Po muslimanski osvojitvi Mezopotamije je Bagdad postal prestolnica in največje mesto Abasidskega kalifata, v islamski zlati dobi pa se je mesto razvilo v pomembno kulturno in intelektualno središče ter si pridobilo svetovni sloves zaradi svojih akademskih ustanov, vključno s Hišo modrosti. Mesto je bilo v veliki meri uničeno v rokah Mongolskega cesarstva leta 1258 med obleganjem Bagdada, kar je povzročilo propadanje, ki se bo nadaljevalo skozi stoletja zaradi pogostih kug in več zaporednih imperijev.
Sodobni Irak sega v leto 1920, ko je Liga narodov ustanovila mandat. Leta 1921 pod Fejsalom I. je bila ustanovljena monarhija, ki jo je podpirala Britanija. Hašemitsko kraljestvo se je od Združenega kraljestva osamosvojilo leta 1932. Leta 1958 je bilo kraljestvo strmoglavljeno in ustanovljena je bila republika. Iraku je od leta 1968 do 2003 vladala stranka Baas, ki sta jo vodila Al-Bakr in nato Sadam Husein, kot enostrankarska država. Irak je bil vpleten v vojno z Iranom od 1980 do 1988 in drugo vojno od 1990 do 1991, ki je bila posledica invazije na Kuvajt. Invazija, ki jo je začela koalicija pod vodstvom ZDA kot del svoje »vojne proti terorizmu« leta 2003, je sprožila vojno, povzročila poraz Ba'athistov in Sadamovo usmrtitev ter nadaljevala z uporništvom in  državljansko vojno. Ameriške enote so se začele umikati leta 2008 in vojna se je uradno končala leta 2011. Kasnejša stalna represija in sektaška politika vlade Nourija al Malikij je povzročila proteste, po katerih je koalicija baasističnih in sunitskih milic med kampanjo prijela za orožje. Vrhunec kampanje je bila ofenziva ISIS, ki je zaznamovala njegovo hitro ozemeljsko širitev, zaradi česar so se ameriške enote vrnile v vojno, ki je trajala do leta 2017. Od leta 2014 je posredoval tudi Iran, ki je širil svoj vpliv prek skupin sektaških strank in homeinistične milice, kar je sprožilo široke proteste.
Irak je zvezna parlamentarna republika. Predsednik je vodja države, predsednik vlade je vodja vlade, ustava pa predvideva dva posvetovalna organa, predstavniški svet in svet unije. Sodstvo je svobodno in neodvisno od izvršilne in zakonodajne oblasti. Irak velja za nastajajočo srednjo silo s strateško lokacijo in ustanovnega člana Združenih narodov, OPEC-a ter Arabske lige, OIC, Gibanja neuvrščenih in Mednarodnega denarnega sklada. Država ima tretje največje zaloge nafte na svetu za Venezuelo in Saudovo Arabijo in je vodilno središče naftne in plinske industrije. Od svoje neodvisnosti je Irak doživljal obdobja znatne gospodarske in vojaške rasti ter krajšo nestabilnost, vključno z vojnami.

## Zgodovina

### Prazgodovinska in starodavna Mezopotamija
Med letoma 65.000 pr. n. št. in 35.000 pr. n. št. je bil severni Irak dom neandertalske kulture, katere arheološki ostanki so bili odkriti v jami Šanidar. Ta regija je tudi lokacija številnih predneolitskih pokopov, ki izvirajo iz približno 11.000 pr. n. št. Od približno 10.000 pr. n. št. je bil Irak skupaj z velikim delom Rodovitnega polmeseca središče neolitske kulture, znane kot predlončarski neolitik A (PPNA), kjer sta se prvič pojavila poljedelstvo in živinoreja. V Iraku so to obdobje izkopavali na lokacijah, kot sta M'lefaat in Nemrik 9. Naslednje neolitsko obdobje, PPNB, predstavljajo pravokotne hiše.
V času predlončarskega neolitika so ljudje uporabljali posode iz kamna, mavca in žganega apna (Vaisselle blanche). Najdbe orodij iz obsidiana iz Anatolije so dokaz zgodnjih trgovinskih odnosov. Nadaljnji pomembni kraji človeškega napredka sta bili Džarmo (okoli 7100 pr. n. št.),] številna mesta, ki so pripadala Halafski kulturi, in Tell Ubaid, tipično mesto iz Ubaidskega obdobja (med 6500 pr. n. št. in 3800 pr. n. št.). Obdobji kažeta vedno večji napredek v poljedelstvu, orodjarstvu in arhitekturi.
»Zibelka civilizacije« je skupni izraz za območje, ki obsega sodobni Irak, saj je bilo dom najzgodnejše znane civilizacije, sumerske civilizacije, ki je nastala v rodovitni dolini reke Tigris-Evfrat v južnem Iraku v bakreni dobi (Ubaidsko obdobje). Tam se je v poznem 4. tisočletju pr. n. št. pojavila prva znana pisava na svetu. Sumerci so bili tudi prvi, ki so uporabili kolo in ustvarili mestne države; njihovi spisi beležijo prve znane dokaze o matematiki, astronomiji, astrologiji, pisanem pravu, medicini in organizirani veri. Sumerski jezik je jezikovni izoliran. Glavne mestne države zgodnjega sumerskega obdobja so bile Eridu, Bad-tibira, Larsa, Sipar, Šurupak, Uruk, Kiš, Ur, Nipur, Lagaš, Girsu, Uma, Hamazi, Adab, Mari, Isin, Kuta, Der in Akšak. Mesta na severu, kot so Ašur, Arbela (sodobni Arbil) in Arrapha (sodobni Kirkuk), so prav tako obstajala v Asiriji od 25. stoletja pr. n. št. vendar so bila na tej stopnji upravna središča pod sumersko oblastjo.
V bronasti dobi, v 26. stoletju pr. n. št., je Eanatum iz Lagaša ustvaril kratkotrajni imperij. Kasneje je Lugalzagezi, duhovnik-kralj Ume, strmoglavil primat dinastije Lagaš na tem območju, nato osvojil Uruk in ga naredil za svojo prestolnico ter zahteval imperij, ki se razteza od Perzijskega zaliva do Sredozemlja. V tem obdobju je nastal Ep o Gilgamešu, ki vključuje zgodbo o veliki poplavi. Izvor in lokacija Akada ostajata nejasna. Njegovo ljudstvo je govorilo akadščino, vzhodnosemitski jezik. Med 29. in 24. stoletjem pr. n. št. so številna kraljestva in mestne države v Iraku imele akadsko govoreče dinastije, vključno z Asirijo, Ekallatumom, Isinom in Larso.
Vendar pa so Sumerci ostali na splošno prevladujoči do vzpona Akadskega cesarstva (2335–2124 pr. n. št.), s sedežem v mestu Akad v osrednjem Iraku. Sargon Akadski je ustanovil kraljestvo, osvojil vse mestne državice južnega in osrednjega Iraka ter podjarmil asirske kralje in tako združil Sumerce in Akadce v eno državo. Akadsko kraljestvo je bilo prvo starodavno cesarstvo Mezopotamije po dolgoživi civilizaciji Sumerije.
Nato se je lotil širitve svojega imperija, osvojil Gutium, Elam v sodobnem Iranu, in dosegel zmage, ki niso privedle do popolne osvojitve Amoritov in Eblajtov v Levantu. Akadsko kraljestvo je verjetno padlo v 22. stoletju pr. n. št., v 180 letih po ustanovitvi, s čimer je nastopila »temna doba« brez vidne kraljeve oblasti do tretje dinastije Ur. Politična struktura regije se je morda vrnila k statusu quo ante lokalnega upravljanja mestnih držav. Po propadu Akadskega kraljestva v poznem 22. stoletju pr. n. št. so Gutijci za nekaj desetletij zasedli jug, medtem ko je Asirija ponovno potrdila svojo neodvisnost na severu. Večina južne Mezopotamije je bila ponovno združena pod enim vladarjem v obdobju Ura III., predvsem med vladavino plodovitega kralja Šulgija. Njegovi dosežki vključujejo dokončanje gradnje Velikega zigurata v Uru, ki ga je začel njegov oče Ur-Nammu. Leta 1792 pr. n. št. je na oblast prišel amoritski vladar po imenu Hamurabi in takoj začel zgraditi Babilon v veliko mesto ter se razglasil za njegovega kralja. Hamurabi je osvojil južni in osrednji Irak, pa tudi Elam na vzhodu in Mari na zahodu, nato pa se je vključil v dolgotrajno vojno z asirskim kraljem Išme-Daganom za prevlado v regiji in ustvaril kratkotrajno Babilonsko kraljestvo. Sčasoma je prevladal nad naslednikom Išme-Dagana in podvrgel Asirijo in njene anatolske kolonije. Do sredine 18 stoletja pr. n. št. so Sumerci izgubili svojo kulturno identiteto in prenehali obstajati kot ločeno ljudstvo.ref>Wolkstein, Diane; Kramer, Samuel Noah (1983). Inanna: Queen of Heaven and Earth: Her Stories and Hymns from Sumer. New York City, New York: Harper&Row Publishers. str. 118–119. ISBN 978-0-06-090854-6.</ref>
Iz Hamurabijevega obdobja je južni Irak postal znan kot Babilonija, medtem ko se je sever že več sto let pred tem združil v Asirijo. Vendar je bilo njegovo kraljestvo kratkotrajno in je po njegovi smrti hitro propadlo, tako da sta Asirija in južni Irak v obliki Sealandske dinastije padla nazaj v domače Akadske roke.
Po tem je oblast nad Babilonijo prevzelo drugo tuje ljudstvo, Kasiti, ki so govorili jezikovno izolacijo. Irak je bil od te točke razdeljen na tri države: Asirija na severu, Kasitska Babilonija v južni osrednji regiji in dinastija Sealand na skrajnem jugu. Sealandsko dinastijo je dokončno osvojila kasitska Babilonija okoli leta 1380 pr. n. št. Izvor Kasitov je negotov.
Srednjeasirsko cesarstvo (1365–1020 pr. n. št.) je videlo, da je Asirija postala najmočnejša država v znanem svetu. Začetek s pohodi Ašur-ubalita I. je Asirija uničila rivalsko Huritsko-Mitanijsko kraljestvo, si priključila ogromne dele Hetitskega imperija, priključila severno Babilonijo Kasitom, izrinila Egiptovsko cesarstvo iz regije in premagala Elamce, Frigijce, Kanaance, Feničane, Kilicijce, Gutijce, Dilmunite in Aramejce. Na svojem vrhuncu se je Srednjeasirsko cesarstvo raztezalo od Kavkaza do Dilmuna (sodobni Bahrajn) in od sredozemskih obal Fenicije do gorovja Zagros v Iranu. Leta 1235 pr. n. št. je Tukulti-Ninurta I. Asirski prevzel babilonski prestol.
Med koncem bronaste dobe (1200–900 pr. n. št.) je bila Babilonija v stanju kaosa, v kateri sta dolgo časa prevladovala Asirija in Elam. Kasite sta z oblasti pregnala Asirija in Elam, kar je domačim južnomezopotamskim kraljem omogočilo, da so prvič vladali Babiloniji, čeprav so bili pogosto podrejeni asirskim ali elamitskim vladarjem. Vendar ti akadski kralji niso mogli preprečiti novih valov zahodnosemitskih migrantov, ki so vstopili v južni Irak, in v 11. stoletju pr. n. št. so Aramejci in Sutejci vstopili v Babilonijo iz Levanta, v poznem 10. do zgodnjem 9. stoletju pr. n. št. pa so jim sledili Kaldejci. Vendar pa so bili Kaldejci absorbirani in asimilirani v staroselsko prebivalstvo Babilonije.

### Železna doba
Po obdobju primerljivega zatona v Asiriji se je znova začela širiti z Novoasirskim cesarstvom (935–605 pr. n. št.). Zaradi njegove geopolitične prevlade in ideologije, ki temelji na svetovni prevladi, je Novoasirsko cesarstvo po mnenju mnogih raziskovalcev prvo svetovno cesarstvo. Na svojem vrhuncu je bilo najmočnejša vojaška sila na svetu in je vladalo celotni Mezopotamiji, Levantu in Egiptu, pa tudi delom Anatolije, Arabije ter današnjega Irana in Armenije. Pod vladarji, kot so Adad-nirari II., Ašurnasirpal I., Šalmaneser III., Semiramida, Tiglat-Pileser III., Sargon II., Senaherib, Asarhadon in Asurbanipal, je Irak postal središče imperija, ki se je raztezal od Perzije, Partije in Elama na vzhodu do Cipra in Antiohije na zahodu ter od Kavkaza na severu do Egipta, Nubije in Arabije na jugu.
V tem obdobju so Asirci za svoj lingua franca sprejeli obliko vzhodne aramejščine, ki je bila pod akadskim vplivom, mezopotamska aramejščina pa je začela izpodrivati akadščino kot govorjeni jezik splošnega prebivalstva Asirije in Babilonije. Narečja potomcev tega jezika so preživela med Mandejci v južnem Iraku in Asirci v severnem Iraku. Arabci in Kaldejci so prvič omenjeni v pisni zgodovini (okoli leta 850 pr. n. št.) v analih Šalmaneserja III.
Novoasirsko cesarstvo je zapustilo dediščino velikega kulturnega pomena. Politične strukture, ki jih je vzpostavilo, so postale model za poznejše imperije, ki so ga nasledili, ideologija univerzalne vladavine, ki so jo razglasili novoasirski kralji, pa je navdihnila podobne zamisli o pravicah do svetovne prevlade v kasnejših imperijih. Novoasirsko cesarstvo je postalo pomemben del poznejše folklorne in literarne tradicije v severni Mezopotamiji. Judovstvo in s tem tudi krščanstvo in islam je bilo močno prizadeto z obdobjem novoasirskega vladanja; zdi se, da se številne svetopisemske zgodbe opirajo na zgodnejšo asirsko mitologijo in zgodovino, asirski vpliv na zgodnjo judovsko teologijo pa je bil ogromen. Čeprav se Novoasirskega cesarstva danes spominjamo predvsem po domnevni pretirani surovosti novoasirske vojske, Asirci niso bili pretirano brutalni v primerjavi z drugimi civilizacijami.
V poznem 7. stoletju pr. n. št. se je Asirsko cesarstvo raztrgalo s serijo brutalnih državljanskih vojn in oslabilo do te mere, da je koalicija njegovih nekdanjih podložnikov, Babiloncev, Kaldejcev, Medijcev, Perzijcev, Partov, Skitov in Kimerijcev, so lahko napadla Asirijo in dokončno uničila njen imperij do leta 605 pr. n. št..
Kratkotrajno novobabilonsko cesarstvo (620–539 pr. n. št.) je nasledilo asirsko. Ni mu uspelo doseči velikosti, moči ali dolgoživosti svojega predhodnika; vendar je zavladalo Levantu, Kanaanu, Arabiji, Izraelu in Judeji ter premagalo Egipt. Sprva so Babilonu vladali Kaldejci, ki so se v to regijo preselili v poznem 10. ali zgodnjem 9. stoletju pr. Njegov največji kralj, Nebukadnezar II., se je kosal s Hamurabijem kot največji babilonski kralj. Vendar pa je do leta 556 pr. n. št. Kaldejce odstavil v Asiriji rojeni Nabonid in njegov sin ter regent Belšazar.
Prenos imperija v Babilon je zaznamoval prvič, da sta se mesto in južna Mezopotamija nasploh povzpela na oblast nad starodavnim Bližnjim vzhodom po propadu Hamurabijevega starobabilonskega cesarstva. Obdobje novobabilonske vladavine je zaznamovalo gospodarsko in populacijsko rast brez primere ter renesanso kulture in umetnosti. Nabopolasarja je leta 605 pr. n. št. nasledil Nebukadnezar II. Imperij, ki ga je podedoval Nebukadnezar, je bil med najmočnejšimi na svetu, v katerem je hitro okrepil očetovo zavezništvo z Medijci s poroko s Kiaksarjevo hčerko ali vnukinjo Amitido. Nekateri viri nakazujejo, da je znamenite babilonske viseče vrtove, eno od sedmih čudes starodavnega sveta, zgradil Nebukadnezar za svojo ženo (čeprav se o obstoju teh vrtov razpravlja). Nebukadnezarjeva 43-letna vladavina je s seboj prinesla zlato dobo za Babilon, ki naj bi postal najmočnejše kraljestvo na Bližnjem vzhodu.
V 6. stoletju pr. n. št. je Kir Veliki iz sosednje Perzije porazil novobabilonsko cesarstvo v bitki pri Opisu in Mezopotamija je bila vključena v Ahemenidsko cesarstvo. Ahemenidi so Babilon naredili za svojo glavno prestolnico. Približno v tem času so Kaldejci izginili, čeprav sta tako Asirija kot Babilonija zdržali in uspevali pod vladavino Ahemenidov (glej Ahemenidska Asirija). Njihovi kralji so obdržali asirsko cesarsko aramejščino kot jezik cesarstva, skupaj z asirsko imperialno infrastrukturo ter asirskim slogom umetnosti in arhitekture.
V poznem 4. stoletju pr. n. št. je Aleksander Veliki osvojil regijo in jo za več kot dve stoletji postavil pod helenistično selevkidsko oblast. Parti (247 pr. n. št. – 224 n. št.) iz Perzije so osvojili regijo med vladavino Mitridata I. Partskega (vladal 171–138 pr. n. št.). Iz severozahodne Mezopotamije so Rimljani večkrat vdrli v zahodne dele regije in več kot štiri stoletja vladali delu, ki je bil vključen v provinco Mezopotamija, dokler ga v 7. stoletju niso osvojili muslimani. Kratko obdobje so vladali tudi Asiriji, ki je bila vključena v Asirsko provinco.
Krščanstvo se je začelo uveljavljati v Iraku (zlasti v Asiriji) med 1. in 3. stoletjem in Asirija je postala središče sirskega krščanstva, vzhodne cerkve in sirske literature. Številne neodvisne države so se razvile na severu med partsko dobo, kot so Adiabene, Assur, Osroene in Hatra. Sasanidi iz Perzije pod Ardaširjem I. so uničili Partsko cesarstvo in osvojili regijo leta 224 našega štetja. V letih 240. in 250. n. št. so Sasanidi postopoma osvojili neodvisne države, kar je doseglo vrhunec z Assurjem leta 256 n. Regija je postala meja in bojišče med Sasanidskim cesarstvom in Bizantinskim cesarstvom.

### Srednji vek
Zdi se, da je bil prvi organiziran spopad med arabsko-muslimanskimi napadalci in okupatorji sasanidskih območij v Mezopotamiji leta 634, ko so bili Arabci poraženi v bitki pri mostu. Temu je sledila uspešna kampanja Kalida ibn Valida, v kateri je ves Irak v enem letu prišel pod arabsko oblast, z izjemo prestolnice Sasanidskega cesarstva, Ktezifona. Do konca leta 638 so muslimani osvojili vse zahodne sasanidske province (vključno z današnjim Irakom), zadnji sasanidski cesar Jazdegerd III. pa je pobegnil v osrednjo in nato severno Perzijo, kjer je bil leta 651 ubit.
Islamska širitev je predstavljala največjo semitsko širitev v zgodovini. Ti novi prišleki so ustanovili dve novi garnizijski mesti, v Kufi, blizu starodavnega Babilona, in v Basri na jugu ter v teh mestih uveljavili islam, medtem ko je sever ostal večinoma asirskega in krščanskega značaja. Abasidski kalifat je zgradil mesto. Bagdad ob Tigrisu v 8. stoletju kot njegovo glavno mesto, pa je postalo vodilna metropola arabskega in muslimanskega sveta. Bagdad je bil največje večkulturno mesto srednjega veka z več kot milijonom prebivalcev in je bil središče učenja v islamski zlati dobi.
Mongoli so med obleganjem Bagdada v 13. stoletju uničili mesto in zažgali njegovo knjižnico. Leta 1257 je Hulagu Kan oblegal Bagdad, oplenil mesto in pobil številne prebivalce. Ocene števila mrtvih segajo od 200.000 do milijon.
Mongoli so uničili Abasidski kalifat in bagdadsko Hišo modrosti. Mesto si ni nikoli povrnilo prejšnjega položaja pomembnega središča kulture in vpliva. Nekateri zgodovinarji menijo, da je mongolska invazija uničila velik del namakalne infrastrukture, ki je tisočletja vzdrževala Mezopotamijo. Drugi zgodovinarji opozarjajo na zasoljevanje tal kot krivca za upad kmetijstva.
Sredi 14. stoletja je črna smrt opustošila večji del islamskega sveta. Najboljša ocena za Bližnji vzhod je smrtnost približno ene tretjine. Leta 1401 je vojskovodja mongolskega rodu Tamerlan (Timur Lenk) vdrl v Irak. Po zavzetju Bagdada je bilo ubitih 20.000 njegovih državljanov. Timur je izvajal tudi poboje avtohtonega asirskega krščanskega prebivalstva, ki je bilo do tedaj še vedno večinsko prebivalstvo v severni Mezopotamiji in v tem času je bilo starodavno asirsko mesto Asur dokončno zapuščeno.

### Portugalski in osmanski Irak
V poznem 14. in zgodnjem 15. stoletju so turkmenske Črne ovce (Qara Qoyunlu) vladale območju, ki je danes znano kot Irak. Leta 1466 so Turkmeni Bele ovc (Aq Qoyunlu) prevzeli oblast. Od leta 1508 je Irak, tako kot vsa ozemlja nekdanje Bele ovce Turkmenov, padel v roke iranskih Safavidov. S pogodbo iz Zuhaba leta 1639 je večina ozemlja današnjega Iraka zaradi vojn s sosednjim tekmecem Safavidskim Iranom prešla pod nadzor Osmanskega cesarstva kot Bagdadski ejalet. Skozi večji del obdobja osmanske vladavine (1533–1918) je bilo ozemlje današnjega Iraka bojno območje med rivalskimi regionalnimi imperiji in plemenskimi zvezami.
Leta 1523 so Portugalci, ki jim je poveljeval António Tenreiro, prestopili iz Alepa v Basro in poskušali skleniti zavezništva z lokalnimi gospodarji v imenu portugalskega kralja. Leta 1550 so se lokalno kraljestvo Basra in plemenski vladarji zanašali na Portugalce proti Osmanom, nato pa so Portugalci večkrat grozili, da bodo izvedli invazijo in osvojitev Basre. Od leta 1595 so Portugalci delovali kot vojaški zaščitniki Basre, leta 1624 pa so pomagali osmanskemu paši v Basri odbiti perzijsko invazijo. Portugalcem je bil priznan delež carinskih prihodkov in oprostitev cestnin. Od približno 1625 do 1668 sta bila Basra in Delta močvirja v rokah lokalnih poglavarjev, neodvisnih od osmanske uprave v Bagdadu. V 17. stoletju so pogosti spopadi s Safavidi oslabili moč Osmanskega cesarstva in oslabili njegov nadzor nad njegovimi provincami. Nomadsko prebivalstvo se je povečalo s prihodom beduinov iz Najda. Beduinske napade na naseljena območja je postalo nemogoče zajeziti.
V letih 1747–1831 je Iraku vladala mameluška dinastija gruzijskega porekla, ki ji je uspelo pridobiti avtonomijo od osmanske Porte, zatrti plemenske upore, zajeziti moč janičarjev, obnoviti red in uvesti program modernizacije gospodarstva in vojske. Leta 1802 so vahabiti iz Najda napadli Karbalo v Iraku, pri čemer so ubili do 5000 ljudi in oropali svetišče Imama Huseina. Leta 1831 je Osmanom uspelo zrušiti mameluški režim in uvesti svoj neposredni nadzor nad Irakom. Prebivalstvo Iraka, ocenjeno na 30 milijonov leta 800 našega štetja, je bilo na začetku 20. stoletja le 5 milijonov.
Med prvo svetovno vojno so se Osmani postavili na stran Nemčije in Centralnih sil. V mezopotamski kampanji proti Centralnim silam so britanske sile vdrle v državo in med obleganjem Kuta (1915–1916) sprva doživele velik poraz od rok turške vojske. Vendar so Britanci začeli pridobivati premoč, dodatno pa jim je pomagala podpora lokalnih Arabcev in Asircev. Leta 1916 so Britanci in Francozi izdelali načrt za povojno razdelitev Zahodne Azije po Sykes-Picotovem sporazumu. Britanske sile so se leta 1917 ponovno zbrale in zavzele Bagdad ter premagale Osmane. Leta 1918 je bilo podpisano premirje.

### Mandat Mezopotamije in neodvisno kraljestvo
Do razdelitve Osmanskega cesarstva v 20. stoletju je bil Irak sestavljen iz treh provinc, ki so se imenovale vilajeti: Mosulski vilajet, Bagdadski vilajet in Basrski vilajet. Te tri province so Britanci združili v eno kraljestvo, potem ko je regija postala mandat Lige narodov, ki so jo upravljali pod britanskim nadzorom, z imenom 'država Irak'. Četrta provinca (Zor Sandžak), ki so jo iraški nacionalisti imeli za del Zgornje Mezopotamije, je bila nazadnje dodana Siriji. V skladu s svojo politiko »šarifske rešitve« so Britanci 23. avgusta 1921 postavili hašemitskega kralja Fejsala I. Iraškega, ki so ga Francozi izgnali iz Sirije, za vladarja svoje stranke. Uradno angleško ime države se je istočasno spremenilo iz Mezopotamije v endonim Irak. Podobno so britanske oblasti izbrale sunitske arabske elite iz regije za imenovanja v vladne in ministrske urade.
Soočena z naraščajočimi stroški in pod vplivom javnih protestov vojnega heroja T. E. Lawrencea je Britanija oktobra 1920 zamenjala Arnolda Wilsona z novim civilnim komisarjem, sirom Percyjem Coxom. Coxu je uspelo zadušiti upor, hkrati pa je bil odgovoren tudi za izvajanje usodne politike tesnega sodelovanja z iraško sunitsko manjšino. Suženjstvo je bilo odpravljeno v 1920-ih. Britanija je podelila neodvisnost Kraljevini Irak leta 1932 na poziv kralja Fejsala, čeprav so Britanci obdržali vojaške baze in lokalne milice v obliki asirskih dajatev. Kralj Ghazi je vladal kot figura po smrti kralja Fejsala leta 1933, medtem ko so ga spodkopavali poskusi vojaškega udara, do svoje smrti leta 1939. Ghaziju je sledil njegov mladoletni sin Fejsal II., z 'Abd al-Ilahom kot regentom. 1. aprila 1941 so Rašid Ali al-Gajlani in člani Zlatega kvadrata izvedli državni udar. Med anglo-iraško vojno, ki je sledila, je Združeno kraljestvo napadlo Irak iz strahu, da bi vlada lahko zmanjšala dobavo nafte zahodnim državam zaradi njegovih povezav s silami osi.
Vojna se je začela 2. maja in Britanci so skupaj z zvestimi asirskimi levičarji premagali sile Al-Gajlanija in 31. maja izsilili premirje. Nuri Said je bil v času kraljevine Irak predsednik vlade. Leta 1930, med svojim prvim mandatom, je podpisal anglo-iraško pogodbo, ki je kot korak k večji neodvisnosti Veliki Britaniji podelila neomejeno pravico do nameščanja svojih oboroženih sil v Iraku in tranzita vojaških enot skozi Irak ter dala legitimnost britanskemu nadzoru nad naftna industrija države. Poleg tega je Said prispeval k ustanovitvi Kraljevine Irak in iraške vojske. Vojaška okupacija je sledila obnovitvi vlade Hašemitske monarhije pred udarom. Okupacija se je končala 26. oktobra 1947, čeprav naj bi Velika Britanija obdržala vojaške baze v Iraku do leta 1954, nato pa so bile asirske milice razpuščene. Vladarja med okupacijo in preostalim delom hašemitske monarhije sta bila Nuri as-Said, avtokratski premier, ki je vladal tudi od leta 1930 do 1932, in 'Abd al-Ilah, nekdanji regent, ki je zdaj služil kot svetovalec kralja Fejsala II.

### Iraška republika
Leta 1958 je državni udar, znan kot revolucija 14. julija, vodil brigadni general in nacionalist Abd al-Karim Kasim. Ta upor je bil izrazito protiimperialne in protimonarhične narave in je imel močne socialistične elemente. V državnem udaru je bilo ubitih veliko ljudi, vključno s kraljem Fejsalom II., princem Abd al-Ilahom in Nurijem al-Sa'idom, in je znan kot »pokol kraljeve družine«. Tudi po pokopu so njihova trupla vlekli po ulicah Bagdada in jih pohabili. Po vzponu na oblast je veliko ljudi protestiralo v podporo Qasimu.
Qasim je nadzoroval Irak z vojaško vladavino in leta 1958 je začel postopek prisilnega zmanjševanja odvečne zemlje v lasti nekaj državljanov in zahteval, da država prerazporedi zemljo. Iraški državni emblem pod nacionalističnim Kasimom je večinoma temeljil na mezopotamskem simbolu Šamaša in se je izogibal vsearabski simboliki z vključevanjem elementov socialistične heraldike. Leta 1959 je polkovnik Abd al-Wahab al-Šavaf vodil vstajo v Mosulu, da bi strmoglavil Kasima in se nameraval pridružiti Združeni arabski republiki, vendar ga je vlada zatrla. Irak se je leta 1959 umaknil iz Bagdadskega pakta, kar je povzročilo napete odnose z Zahodom.
Leta 1961 kurdska nacionalistična gibanja, ki jih vodi Kurdistanska demokratična stranka Mustafe Barzanija, sprožijo oborožen upor proti iraški vladi in zahtevajo avtonomijo za kurdsko regijo. Vlada se je soočala z izzivi pri zadušitvi kurdskega upora, kar je vodilo v občasne spopade med kurdskimi silami in iraško vojsko. Irak se je prav tako postavil na stran arabske koalicije v podporo palestinski stvari v šestdnevni vojni leta 1967 proti Izraelu. Kasima je ubil in strmoglavil polkovnik Abdul Salam Arif v državnem udaru februarja 1963.
Stranka Baas prevzame oblast, vendar notranje delitve v stranki povzročijo politično nestabilnost in vrsto neuspešnih državnih udarov. Istega leta se je v taborišču vojske Ar-Rashid v Bagdadu začel upor, ki ga je vlada ponovno zadušila tako kot vstaje leta 1959. Po smrti Abdula Salama Arifa v letalski nesreči leta 1966 ga je nasledil njegov brat Abdul Rahman Arif. 17. julija 1968 ga je z državnim udarom strmoglavila stranka Ba'ath.
Strmoglavljenje Abdula Rahmana Arifa je tlakovalo pot za ustanovitev baasističnega Iraka, ki ga je vodil Ahmed Hassan al-Bakr kot predsednik. Nova vlada v Iraku je temeljila na Ba'athistični ideologiji, ki jo je utemeljil Michel Aflaq, ki je zagovarjal arabski nacionalizem in arabski socializem. Baasistično obdobje Iraka se je začelo z visoko stopnjo blaginje in reform, ki so Irak spremenile v močno in vodilno državo na Bližnjem vzhodu.
Gibanje je postopoma prešlo pod nadzor Sadama Huseina, ki je julija 1979 pristopil k predsedstvu in nadzoru Revolucionarnega poveljniškega sveta (RCC), takratnega vrhovnega izvršilnega organa Iraka.
Zaradi nezmožnosti Iraka, da Kuvajtu plača več kot 14 milijard ameriških dolarjev, ki si jih je izposodil za financiranje vojne med Iranom in Irakom, in povečane ravni proizvodnje nafte v Kuvajtu, ki je znižala prihodke, je Irak zavrnitev Kuvajta, da zmanjša svojo proizvodnjo nafte, razumel kot dejanje agresije. Avgusta 1990 je Irak napadel in priključil Kuvajt. To je vodilo do vojaškega posredovanja koalicijskih sil pod vodstvom Združenih držav v prvi zalivski vojni. Irak je z raketami scud napadel tudi Saudovo Arabijo in Izrael. Iraške oborožene sile so bile med vojno uničene. Posledica vojne je bil izgon mnogih narodov iz Kuvajta.

### Iraška vojna
Po napadih 11. septembra je administracija Georgea W. Busha začela načrtovati strmoglavljenje Sadamove vlade. Oktobra 2002 je ameriški kongres sprejel skupno resolucijo o odobritvi uporabe oboroženih sil ZDA proti Iraku. Novembra 2002 je Varnostni svet ZN sprejel Resolucijo VS ZN 1441, marca 2003 pa so ZDA in njihovi zavezniki napadli Irak. 20. marca 2003 je koalicija, ki so jo organizirale ZDA, vdrla v Irak pod pretvezo, da Irak ni opustil svojega programa orožja za množično uničevanje. Po invaziji so ZDA ustanovile koalicijsko začasno oblast za upravljanje Iraka. Maja 2003 je L. Paul Bremer, izvršni direktor CPA, izdal ukaze o izključitvi članov stranke Ba'ath iz nove iraške vlade (CPA ukaz 1) in o razpustitvi iraške vojske (CPA ukaz 2). Odločitev je razpustila večinoma sunitsko iraško vojsko in izključila številne nekdanje vladne uradnike v državi, vključno s 40.000 šolskimi učitelji, ki so se pridružili stranki Ba'ath zgolj zato, da bi obdržali svoje službe, s čimer je pripomogla k kaotičnemu stanju po invaziji.
Upor proti koalicijski vladavini v Iraku pod vodstvom ZDA se je začel poleti 2003 znotraj elementov nekdanje iraške tajne policije in vojske, ki so oblikovali gverilske enote. Jeseni 2003 so 'džihadistične' skupine začele ciljati na koalicijske sile. Leta 2003 so bile ustanovljene različne sunitske milice, na primer Jama'at al-Tawhid wal-Jihad, ki jo je vodil Abu Musab al-Zarkavi. Upor je vključeval intenzivno medetnično nasilje med suniti in šiiti. Škandal mučenja in zlorabe zapornikov v Abu Ghraibu je prišel na dan konec leta 2003. Sadama so ameriške sile prijele decembra 2003 in ga zasliševale na bagdadskem letališču. Mahdijeva vojska – šiitska milica, ki jo je poleti 2003 ustanovil Muktada al-Sadr – se je začela boriti proti koalicijskim silam aprila 2004.
Leta 2004 so se sunitski in šiitski militanti borili drug proti drugemu in proti novi začasni iraški vladi, ustanovljeni junija 2004, ter proti koalicijskim silam, pa tudi prva bitka za Faludžo aprila in druga bitka za Faludžo novembra. Mahdijeva vojska je ugrabila sunitske civiliste kot del genocida. Januarja 2005 so bile prve volitve po invaziji, oktobra pa je bila potrjena nova ustava, ki so ji decembra sledile parlamentarne volitve. Vendar se je število uporniških napadov leta 2005 povečalo na 34.131 s 26.496 leta 2004. V letu 2006 so se spopadi nadaljevali in dosegli najvišjo raven nasilja, več škandalov vojnih zločinov, kot je pokol v Hadhiti, je bilo objavljenih. Abu Musaba al-Zarkavija, vodjo Al-Kaide v Iraku, so ubile ameriške sile, nekdanjega iraškega diktatorja in odstavljenega predsednika Sadama Huseina pa so obesili zaradi zločinov proti človečnosti – njegove vpletenosti v pokol leta 1982. Državljanska vojna je potekala od leta 2006 do 2008.
Konec leta 2006 je Študijska skupina ameriške vlade za Irak priporočila, da se ZDA začnejo osredotočati na usposabljanje iraškega vojaškega osebja, januarja 2007 pa je George W. Bush napovedal "skok" števila ameriških vojakov, napotenih v državo. Maja 2007 je iraški parlament pozval ZDA, naj določijo časovni načrt za umik, koalicijske partnerice ZDA, kot sta Združeno kraljestvo in Danska, pa so začele umikati svoje sile. Leta 2008 so se spopadi nadaljevali in na novo usposobljene iraške oborožene sile so začele napade na skrajneže. Iraška vlada je podpisala ameriško-iraški sporazum o statusu sil, ki je zahteval, da se ameriške sile umaknejo iz iraških mest do 30. junija 2009 in popolnoma umaknejo iz Iraka do 31. decembra 2011. Ameriške enote so junija 2009 predale varnostne naloge iraškim silam, čeprav so po umiku nadaljevali sodelovanje z iraškimi silami. Zjutraj 18. decembra 2011 je zadnji kontingent ameriških vojakov, ki naj bi se umaknili, slovesno zapustil mejo v Kuvajt. Kriminal in nasilje sta se sprva povečala v mesecih po umiku ZDA iz mest sredi leta 2009, vendar so kljub začetnemu porastu nasilja novembra 2009 uradniki iraškega notranjega ministrstva poročali, da je število civilnih žrtev v Iraku padlo na najnižja raven od invazije leta 2003.
Po umiku ameriških vojakov leta 2011 se je upor nadaljeval in Irak je trpel zaradi politične nestabilnosti. Trditev o posedovanju orožja za množično uničevanje je temeljila na dokumentih, ki sta jih zagotovili Cia in britanska vlada, za katere se je pozneje izkazalo, da niso zanesljivi, obtožbe o povezavah Sadama Huseina z Al Kaido med napadi 11. septembra pa so bile lažne. Prihodnja politična nestabilnost in upor sta ostala posledica vojne. To je povečalo pozitivno zapuščino Sadama Huseina. Po raziskavi je 60 % Iračanov vlado Sadama Huseina videlo bolje kot sedanjo. Vendar so trdili, da so ZDA dejansko sledile nacionalnim ciljem razširitve svojih sfer moči. Vojna v Iraku je povzročila med 151.000 in 1,2 milijona ubitih Iračanov.

## Geografija
Irak leži med 29° in 38° S ter 39° in 49° V (majhno območje leži zahodno od 39°). Obsega 437.072 km² in je 58. največja država na svetu.
Ima obalo, ki meri 58 km na severnem Perzijskem zalivu. Severneje, vendar le pod glavnim izvirom, država zlahka zajame mezopotamsko aluvialno nižino. Dve veliki reki, Tigris in Evfrat, tečeta proti jugu skozi Irak in v Šat el Arab, od tod v Perzijski zaliv. To ustje (med Iranci znano kot arvandrūd: اروندرود) na široko obdajajo močvirja, pol poljedelska. Ob obeh velikih rekah in med njimi so rodovitne aluvialne ravnice, saj reke v delto letno odnesejo približno 60.000.000 m³ mulja.
Osrednji del juga, ki se rahlo zoži v korist drugih držav, je močvirje z naravno vegetacijo, pomešano z riževimi polji in je vlažno glede na ostale ravnine. Irak ima severozahodni konec gorovja Zagros in vzhodni del Sirske puščave.
Kamnite puščave pokrivajo okoli 40 odstotkov Iraka. Drugih 30 odstotkov je goratih z mrzlimi zimami. Sever države je večinoma sestavljen iz gora; najvišja točka je na 3611 m. Irak je dom sedmih kopenskih ekoregij: gozdna stepa gorovja Zagros, stepa Bližnjega vzhoda, mezopotamska močvirja, vzhodnosredozemski iglasto-sklerofilno-širokolistni gozdovi, arabska puščava, mezopotamska grmičasta puščava ter južna iranska nubo-sindijska puščava in polpuščava.

### Podnebje
Velik del Iraka ima vroče suho podnebje s subtropskim vplivom. Poletne temperature so v povprečju nad 40 °C v večini države in pogosto presegajo 48 °C. Zimske temperature redko presežejo 21 °C z najvišjimi približno 15 do 19 °C in najnižjimi nočnimi temperaturami od 2 do 5 °C. Običajno je padavin malo; večina krajev prejme manj kot 250 mm letno, največ padavin pa pade v zimskih mesecih. Padavine poleti so redke, razen v severnih predelih države.
Severne gorate regije imajo mrzle zime z občasnimi močnimi snežnimi padavinami, ki včasih povzročijo obsežne poplave. Irak je zelo občutljiv na podnebne spremembe. Država je izpostavljena naraščajočim temperaturam in zmanjšani količini padavin ter trpi zaradi vse večjega pomanjkanja vode za človeško populacijo, ki se je med letoma 1890 in 2010 desetkrat povečala in še naprej narašča.

### Biotska raznovrstnost
Irak ima številne in raznolike biome, ki vključujejo gorsko regijo na severu do mokrih močvirij ob rekah Evfrat in Tigris, medtem ko zahodni del države obsega predvsem puščavo in nekaj polsušnih regij. Številne vrste iraških živali so bile ogrožene, vključno s sedmimi vrstami iraških sesalcev in 12 vrstami ptic. V mezopotamskih močvirjih v sredini in na jugu živi približno 50 vrst ptic in redkih vrst rib. Ogroženih je približno 50 % svetovne populacije marmorirane race (Marmaronetta angustirostris), ki živi v močvirjih, skupaj s 60 % svetovne populacije basrske trsnice (Acrocephalus griseldis).
Izsušitev mezopotamskih močvirij s strani Sadamovega režima je povzročila znaten upad biološkega življenja. Od strmoglavljenja je tok obnovljen in ekosistem se je začel obnavljati. Iraške korale so ene najbolj odpornih na vročino, saj se morska voda na tem območju giblje med 14 in 34 °C. Vodne ali polvodne divje živali se pojavljajo v in okoli njih, glavna jezera so jezero Habanija, jezero Milh, jezero Kadisija in jezero Tartar.

### Državne meje
Irak meji na Iran (1458 km skupne meje), na Kuvajt (240 km), na Saudsko Arabijo (814 kilometrov), na Jordanijo (181 km), na Sirijo (605 km) in na Turčijo (352 km). Razen mej do Irana in Turčije, so vse meje določile kolonialne sile. Nevtralno območje med Irakom in Saudsko Arabijo sta si državi med letoma 1975 in 1983 razdelili. Poleg vseh naštetih mej ima Irak tudi 58 km dolgo obalo.

## Največja mesta
Glavno mesto se imenuje Bagdad in je tako kulturno kot geografsko gledano center države. Z 5,7 milijoni prebivalcev je Bagdad tudi iraško največje mesto. Abasidski kalif al-Mansur je Bagdad (ime izhaja iz perzijskega jezika in pomeni 'dano ob boga' ali 'božje darilo') 762 proglasil za glavno mesto islamskega kraljestva, 1920 je bil Bagdad proglašen za glavno mesto novoustanovljene države Irak. V času razcveta gospodarstva okoli v 1970-ih se je mesto intenzivno dograjevalo. V prvi zalivski vojni je ostalo skoraj neprizadeto, v drugi pa je nato večkrat postal cilj zračnih napadov. V Bagdadu se nahajajo 3 od šestih univerz države ter največje iraško mednarodno letališče.
Basra je drugo največje mesto države. Ima 2 milijona prebivalcev in je center šiitskega juga države. Mesto je ustanovil Kalif Omar leta 636 in takrat je služilo kot vojaško oporišče in trgovsko središče. V 16. stoletju so mesto zasedli Turki, 1914 pa so v mesto vkorakale britanske sile. Mesto med prvo zalivsko vojno ni imelo toliko sreče kot Bagdad in je bilo hudo prizadeto. V Basri najdemo leta 1964 ustanovljeno univerzo in mednarodno letališče.
Mosul je tretje največje mesto v državi in ima približno 1,7 milijona prebivalcev. Je center vzhodnokrščanske in asirske kulture v Iraku in največje mesto na severu države. Mosul je bil ustanovljen v osmem stoletju kot pomembno gospodarsko središče, celotna provinca Ninive v kateri mesto leži, je pravno gledano šele 1926 prišlo pod iraško suvereno oblast.
Arbil  (Hewler) je glavno mesto avtonomne regije Kurdistan in je eno najdlje naseljenih mest na svetu (starost se ceni na 4000 let). V Arbilu živi približno 900,000 ljudi.

## Upravna delitev
Irak je sestavljen iz 18 guvernatov (ali provinc) (arabsko muhafadhat (ednina muhafadhah)). Gubernije so razdeljene na okrožja (ali qadhas), ki so nadalje razdeljena na podokrožja (ali nawāḥī). Iraška vlada ne priznava devetnajstega guvernerja, guvernerja Halabja.
- Nineve (arabsko نينوى‎)
- Kirkuk (arabsko كركوك‎)
- Saladin (arabsko صلاح الدين‎)
- Al Anbar (arabsko الأنبار‎)
- Bagdad (arabsko بغداد‎)
- Dijala (arabsko ديالى‎)
- Karbala (arabsko كربلاء‎)
- Babylon (arabsko بابل‎)
- Vasit (arabsko واسط‎)
- Nadžaf (arabsko النجف‎)
- Kadisija (arabsko القادسية‎)
- Majsan (arabsko ميسان‎)
- Mutana (arabsko المثنى‎)
- Di Kar (arabsko ذي قار‎)
- Basra (arabsko البصرة‎)
- Avtonomna regija Kurdistan:
  - Dahuk (arabsko دهوك‎)
  - Arbil (arabsko أربيل‎)
  - Sulejmanija (arabsko السليمانية‎)
  - Halabdža (arabsko حلبجة‎)

## Prebivalstvo in religija
Irak ima po lastnih navedbah približno 27 milijonov prebivalcev. Centralne province Bagdad in Babil so najbolj gosto naseljene.
- 75-80 % prebivalstva je Arabcev
- 15-20 % je Kurdov
- Preostali 3 % so Turkomani, Aramejci, Iranci in Armenci.

97 % prebivalstva je muslimanov, od tega 55-65 % šiitov in 32-35 % sunitov.
Večina Kurdov je sunitov. Poleg glavnih vej islama so se ohranile tudi druge staroorientalske vere (npr. jezidi). Poleg tega v Iraku srečamo pripadnike kaldejsko-katoliške cerkve, asirske cerkve vzhoda, staroapostolske cerkve vzhoda, gregorijancev, rimskih in sirskih katoličanov, armenskih kristjanov itn. Poleg tega živi v Iraku še približno 2500 židov.
Dejstvo, da je Irak 16. 12. 2020 razglasil božič za državni praznik potrjuje, da je v Iraku veliko kristjanov.
Povprečna pričakovana starost je pri ženskah 70,31 let in pri moških 67,76 let. Povprečna starost ženske je 19,8 let in moškega 19,6 let. Leta 2005 so imeli 2,5 % naravni prirastek.
Pismenost v državi je slaba in s 40,4 % leži daleč pod svetovnim povprečjem. Pisati zna 55,9 % vseh moških in le 24,4 % vseh žensk. Za zanimivost velja omeniti, da je konec 80ih pismenost dosegala 88-90 %.

## Gospodarstvo
V iraškem gospodarstvu prevladuje naftni sektor, ki tradicionalno zagotavlja približno 95 % deviznih prihodkov. Pomanjkanje razvoja v drugih sektorjih je povzročilo 18–30 % brezposelnih in BDP na prebivalca v višini 4812 USD. Zaposleni v javnem sektorju so leta 2011 predstavljali skoraj 60 % zaposlenih za polni delovni čas. Industrija izvoza nafte, ki prevladuje v iraškem gospodarstvu, ustvarja zelo malo delovnih mest. Trenutno je le skromen odstotek žensk (najvišja ocena za leto 2011 je bila 22 %) vključenih v delovno silo.
Pred ameriško okupacijo je iraško centralno načrtovano gospodarstvo prepovedovalo tuje lastništvo iraških podjetij, vodilo večino velikih industrij kot državna podjetja in uvedlo visoke carine, da bi preprečevalo vstop tujega blaga. Po invaziji na Irak leta 2003 je koalicijska začasna oblast hitro začela izdajati številne zavezujoče ukaze, s katerimi je privatizirala iraško gospodarstvo in ga odprla tujim naložbam. 20. novembra 2004 se je Pariški klub držav upnic strinjal z odpisom 80 % (33 milijard dolarjev) iraškega dolga v višini 42 milijard dolarjev do članic kluba. Skupni iraški zunanji dolg je v času invazije leta 2003 znašal okoli 120 milijard dolarjev, do leta 2004 pa je narasel še za 5 milijard dolarjev. Odpis dolga naj bi se izvajal v treh fazah: dve po 30 % in ena po 20 %. Uradna valuta v Iraku je iraški dinar. Koalicijska začasna oblast je izdala nove dinarske kovance in bankovce, pri čemer je bankovce natisnil De La Rue z uporabo sodobnih tehnik proti ponarejanju. Potrditev Jima Cramerja 20. oktobra 2009 za iraški dinar na CNBC je dodatno vzbudila zanimanje za naložbo.
Pet let po invaziji je bilo po ocenah 2,4 milijona ljudi notranje razseljenih (z nadaljnjima dvema milijonoma beguncev zunaj Iraka), štirje milijoni Iračanov so imeli pomanjkanje hrane (četrtina otrok je bila kronično podhranjena) in le tretjina iraških otrok je imela dostop do varne pitne vode. Leta 2022 in po več kot 30 letih po ustanovitvi Odškodninske komisije ZN (UNCC), da bi Kuvajtu zagotovila vračilo po iraški invaziji leta 1990, je reparacijski organ objavil, da je Irak Kuvajtu plačal skupno 52,4 milijarde dolarjev vojne odškodnine. Po mnenju Inštituta za čezmorski razvoj se mednarodne nevladne organizacije soočajo z izzivi pri izvajanju svojega poslanstva, pri čemer je njihova pomoč »po delih in večinoma pod krinko, ki jo ovirajo negotovost, pomanjkanje usklajenega financiranja, omejene operativne zmogljivosti in nepopolne informacije«. Tarče so bile mednarodne nevladne organizacije in v prvih 5 letih je bilo 94 humanitarnih delavcev ubitih, 248 ranjenih, 24 aretiranih ali pridržanih in 89 ugrabljenih ali ugrabljenih.

### Turizem
Irak je bil dolga leta pomembna turistična destinacija, vendar se je to dramatično spremenilo med vojno z Iranom in po invaziji ZDA in zaveznikov leta 2003. Medtem ko se Irak še naprej razvija in stabilizira, se iraški turizem še vedno sooča s številnimi izzivi, vlada pa je naredila malo, da bi izkoristila njegov ogromen potencial kot globalna turistična destinacija in pridobila s tem povezane gospodarske koristi, predvsem zaradi konfliktov. Najdišč iz starodavne preteklosti Iraka je veliko in izkopanih je bilo veliko v bližini velikih mest. Babilon je nedavno doživel veliko obnovo; znan po znamenitem ziguratu (navdih za biblijski babilonski stolp), visečih vrtovih (eno od sedmih čudes sveta) in Ištarinih vratih, zaradi česar je glavna destinacija. Ninive, tekmec Babilona, so prav tako doživele pomembno obnovo in rekonstrukcijo. Ur, eno prvih sumerskih mest, ki je blizu Nasirije, je bilo delno obnovljeno. To je seznam primerov nekaterih pomembnih najdišč v državi z ogromnim arheološkim in zgodovinskim bogastvom. Irak velja za potencialno lokacijo za ekoturizem. Turizem v Iraku vključuje tudi romanje na sveta šiitska mesta blizu Karbale in Nadžafa. Mosulski muzej je drugi največji muzej v Iraku za Narodnim muzejem v Bagdadu. Vsebuje starodavne mezopotamske artefakte.

## Kultura
Iraška kultura ima globoko dediščino, ki sega v starodavno mezopotamsko kulturo. Irak ima eno najdaljših pisnih tradicij na svetu, vključno z arhitekturo, literaturo, glasbo, plesom, slikarstvom, tkalstvom, lončarstvom, kaligrafijo, kamnoseštvom in obdelavo kovin. Kultura Iraka ali Mezopotamije je ena najstarejših kulturnih zgodovin na svetu in velja za eno najvplivnejših kultur na svetu.
Mezopotamska zapuščina je naprej vplivala in oblikovala civilizacije starega sveta na različne načine, kot je izum pisnega sistema, matematike, časa, koledarja, astrologije in zakonika. Irak je dom različnih etničnih skupin, ki so vsaka na svoj način prispevale k dolgi in bogati dediščini države. Država je znana po svojih pesnikih, arhitektih, slikarjih in kiparjih, ki so med najboljšimi v regiji, nekateri med njimi pa so tudi na svetovni ravni. Irak je znan po izdelavi finih rokodelskih izdelkov, vključno s preprogami in preprogami.

### Umetnost
V starodavnem Iraku je bilo več med seboj povezanih tradicij umetnosti. Dinastija Abasidov se je razvila v Abasidskem kalifatu med letoma 750 in 945, predvsem v njegovem središču Mezopotamije. Na Abaside je vplivala predvsem mezopotamska umetnostna tradicija, kasneje pa so vplivali na perzijske in srednjeazijske sloge. Med 8. in 13. stoletjem v obdobju Abasidov je lončarstvo doseglo visoko stopnjo sofisticiranosti, kaligrafija se je začela uporabljati za okrasitev površine okrasnih predmetov in iluminiranih rokopisov, zlasti koranska besedila so postala bolj zapletena in stilizirana. V tem obdobju je bila ustanovljena prva iraška umetniška šola, ki je omogočila razcvet rokodelcev in obrti.
Na vrhuncu abasidskega obdobja, v poznem 12. stoletju, se je pojavilo slogovno gibanje rokopisnih ilustracij in kaligrafije. Za to gibanje islamske umetnosti, ki je zdaj znano kot Bagdadska šola, so bile značilne predstavitve vsakdanjega življenja in uporaba zelo ekspresivnih obrazov namesto stereotipnih likov, ki so bili uporabljeni v preteklosti.

### Arhitektura
Arhitektura Iraka ima dolgo zgodovino, ki zajema več različnih kultur in obsega obdobje od 10. tisočletja pr. n. št. ter vključuje tako mezopotamsko kot abasidsko arhitekturo. Sodobni ugledni arhitekti so med drugim Zaha Hadid, Basil Bayati, Rifat Chadirji in Hisham N. Ashkouri.
Pomembne kulturne ustanove v prestolnici so Iraški nacionalni simfonični orkester – vaje in nastopi so bili med okupacijo Iraka na kratko prekinjeni, a so se od takrat vrnili v normalno stanje. Iraško narodno gledališče je bilo med invazijo leta 2003 izropano, vendar potekajo prizadevanja za njegovo obnovo. Gledališka scena v živo je dobila zagon v devetdesetih letih, ko so sankcije ZN omejile uvoz tujih filmov. Poročali so, da je bilo kar 30 kinematografov spremenjenih v odre v živo, ki so producirali širok nabor komedij in dramskih produkcij.
Institucije, ki ponujajo kulturno izobraževanje v Bagdadu, so Akademijo za glasbo, Inštitut za likovno umetnost ter Glasbeno in baletno šolo Bagdad. Bagdad ima tudi številne muzeje, vključno z Iraškim narodnim muzejem – v katerem je največja in najboljša zbirka artefaktov in relikvij starodavnih iraških civilizacij na svetu; nekateri so bili ukradeni med okupacijo Iraka. Leta 2021 je bilo objavljeno, da je Irak povrnil okoli 17.000 izropanih artefaktov, kar je veljalo za največjo repatriacijo.
Prestolnico, Ninus ali Ninive, so zavzeli Medijci pod Kiaksarjem in kakšnih 200 let po tem, ko je Ksenofont šel mimo njenega kraja, ki je bil takrat le gomila zemlje. Ostala je zakopana do leta 1845, ko sta Botta in Layard odkrila ruševine asirskih mest. Glavni ostanki so tisti iz Khorsabada, 16 km N.E. iz Mosula; iz Nimruda, ki naj bi bil starodavni Calah; in Koujundžik, po vsej verjetnosti starodavne Ninive. V teh mestih so najdeni fragmenti več velikih zgradb, za katere se zdi, da so bile palače-templji. Zgrajeni so bili pretežno iz na soncu sušene opeke, od njih pa je ostal le spodnji del sten, okrašen s skulpturami in slikami, deli tlakov, nekaj navedb višine in nekaj del v zvezi z odvodnjavanjem.

### Kulinarika
Iraški kuhinji je mogoče slediti približno 10.000 let nazaj – do Sumercev, Akadcev, Babiloncev, Asircev in starih Perzijcev. Plošče, najdene v starodavnih ruševinah v Iraku, prikazujejo recepte, pripravljene v templjih med verskimi prazniki – prve kuharske knjige na svetu. Starodavni Irak ali Mezopotamija je bil dom številnim sofisticiranim in zelo naprednim civilizacijam na vseh področjih znanja – vključno s kulinariko. Vendar pa je iraška kuhinja dosegla svoj vrhunec v srednjem veku, ko je bil Bagdad glavno mesto Abasidskega kalifata. Danes iraška kuhinja odraža to bogato dediščino, pa tudi močne vplive kulinarične tradicije sosednje Turčije, Irana in območja Velike Sirije.
Nekatere značilne sestavine iraške kuhinje vključujejo – zelenjavo, kot so jajčevci, paradižnik, okra, čebula, krompir, bučke, česen, paprika in čili, žita, kot so riž, bulgur pšenica in ječmen, stročnice in stročnice, kot so leča, čičerika in kanelini, sadje, kot so datlji, rozine, marelice, fige, grozdje, melona, granatno jabolko in citrusi, zlasti limona in limeta.[351]
Podobno kot v drugih državah zahodne Azije sta priljubljeni mesnini piščanec in predvsem jagnjetina. Večino jedi postrežejo z rižem – običajno z basmatijem, ki ga gojijo v močvirjih južnega Iraka. Pšenica bulgur se uporablja v številnih jedeh, saj je bila glavna sestavina v državi že od časov starih Asircev.

### Naravne in kulturne znamenitosti
- Ašur, (danes Qal'at Šarqat) izkopanine iz 3. tisočletja pred našim štetjem; bil je prva prestolnica Asirskega cesarstva in versko središče Asircev; središče čaščenja boga Ašurja. Tu so ostanki mestnega obzidja, kraljeve palače in svetišča. Je del Unescove svetovne dediščine.
- Babilon - nekdanja Hamurabijeva prestolnica, je med vladavino Nebukadnezarja II. postal največja naselbina v starodavni Mezopotamiji. Izkopanine prestolnice Babilon in novobabilonske države, močno poškodovane v vojni 2003. Mesto je delno rekonstruirano: Ištarina vrata, Nebukadnezarjeva palača, Mardukovo svetišče, ostanki gledališča in babilonskega stolpa. Je del Unescove svetovne dediščine.
- Bagdad - glavno mesto Iraka. Tu so ostanki palače abasidskih kalifov (13. stol.), verski šoli al-Mustansirija (1228–33) in Mirjanija (1356), karavanseraj, Narodni muzej Iraka in drugi muzeji, mošeja al Kazimija (tudi Zlata mošeja),...
- Basra, mesto na desnem bregu Šat el Araba; pomemben je stari trgovski del mesta z bazarjem in hiše trgovcev
- Hatra, utrjeno partsko mesto z arhitekturo, ki odraža tako helenistične kot rimske vplive. Tu je mogočno obzidje s štirimi vrati, veliko svetišče,...Je del Unescove svetovne dediščine.
- Karbala je šiitsko sveto mesto z groboma imama Huseina in njegovega brata Abasa (vnuka preroka Mohameda). Tu so številne mošeje in verske šole. V bližini so ruševine arabske trdnjave Uhajdir (8. stol.)
- Ktezifon z ostanki prestolnice perzijskega arsakidskega Partskega cesarstva in Sasanidskega cesarstva in enega največjih mest v antični Mezopotamiji.
- Kufa je tretje šiitsko sveto mesto; ima več mošej in verskih šol.
- Mosul z mošejo Muhajidi (12. stol.), Veliko mošejo (12. stol.), poševnim minaretom (7. stol.), ostanki obzidja. Pomemben je Mosulski muzej, znana je Kaldejska cerkev Simona Petra (13. stol.) in cerkev sv. Tomaža ter več samostanov.
- Nadžaf je najpomembnejše šiitsko sveto mesto in romarski kraj. Mošeja z grobom Alija, Mohamedovega zeta in več verskih šol.
- Nimrud - arheološko najdišče nekdanje asirske prestolnice; Asurbanipalova palača in stopničast stolp
- Ninive - arheološko najdišče nekdanje novoasirske prestolnice; delno ohranjeno obzidje z mestnimi vrati, Senaheribova palača, Ištarino svetišče idr.
- Samara - občasna prestolnica abasidskih kalifov; ohranjeni so zidovi Velike mošeje iz let 848–852 z visokim spiralni minaretom, Zlata mošeja na grobu imama Alija al Hadija; je pomembna šiitska božja pot.
- Uhaidir s trdnjavo in abasidsko palačo obdano z visokim obzidjem
- Ur - arheološko najdišče enega najpomembnejših sumerskih mest z ziguratom in ostanki palače kraljice Šulgi.
- Uruk - arheološko najdišče sumerskega mesta iz okoli 4000 pr. n. št.